# Lew Landers
Lew Landers (2 de janeiro de 1901 – 16 de dezembro de 1962) foi um cineasta, ator e diretor de televisão estadunidense. Dirigiu mais de 100 filmes entre 1934 e 1962, entre eles diversos seriados e séries de televisão.

## Biografia
Nascido Louis Friedlander em Nova Iorque, iniciou sua carreira cinematográfica como ator. Em 1914 ele atuou em dois filmes, The Escape (1914), de D. W. Griffith, para a Majestic Motion Picture Company, e a comédia curta Admission – Two Pins, ao lado de Glen White, para a Victor Film Company, ainda sob seu nome de nascimento.
Começou a dirigir filmes nos anos 1930, e sua primeira direção foi o seriado The Vanishing Shadow, em 1934. Seguiram-se vários outros seriados e filmes, mas um de seus trabalhos mais memoráveis foi o filme The Raven (1935), com Boris Karloff e Bela Lugosi.
Após algumas direções, mudou seu nome para Lew Landers, tendo dirigido mais de 100 filmes em diversos gêneros, incluindo westerns, comédias e filmes de horror. Trabalhou em vários estúdios, particularmente RKO Pictures e Columbia Pictures, e nos anos 1950 começou a dirigir séries para a televisão, incluindo dois episódios de Adventures of Superman, rodados em menos de uma semana.
O último filme que dirigiu foi Terrified, lançado após sua morte, em maio de 1963, para a Bern-Field Productions.
Em 16 de dezembro de 1962, Landers morreu de infarto agudo do miocárdio e seu túmulo de encontra na Chapel of the Pines Crematory.

## Homenagem
O filme The Howling, dirigido por Joe Dante em 1981, tem os personagens com o nome de diretores de filme de terror, entre eles Lew Landers, no caso interpretado por Jim McKrell.

## Filmografia parcial
- The Vanishing Shadow (1934)
- The Red Rider (1934)
- Tailspin Tommy (1934)
- The Rustlers of Red Dog (1935)
- The Call of the Savage (1935)
- The Raven[5] (1935)
- The Adventures of Frank Merriwell (1936)
- Without Orders (1936)
- Flight From Glory (1937)
- Living on Love (1937)
- The Man Who Found Himself (1937)
- The Affairs of Annabel (1938)
- Sky Giant (1938)
- Condemned Women (1938)
- Fixer Dugan (1939)
- Pacific Liner (1939)
- La Conga Nights (1940)
- Ski Patrol (1940)
- Ridin' on a Rainbow (1941)
- Harvard, Here I Come! (1941)
- The Boogie Man Will Get You (1942)
- Atlantic Convoy (1942)
- After Midnight with Boston Blackie (1943)
- Doughboys in Ireland (1943)
- Black Arrow (1944)
- The Return of the Vampire (1944)
- Crime, Inc. (1945)
- The Mask of Diijon (1946)
- Devil Ship (1947)
- Public Prosecutor (TV series, 1947–48)
- Adventures of Gallant Bess (1948)
- Stagecoach Kid (1949)
- Davy Crockett, Indian Scout (1950)
- State Penitentiary (1950)
- Jungle Manhunt (1951)
- California Conquest (1952)
- Jungle Jim in the Forbidden Land (1952)
- Terry and the Pirates (9 episodes, 1953)
- Captain John Smith and Pocahontas (1953)
- Meet Corliss Archer (1 episódio, 1954)
- Science Fiction Theatre (1 episódio, 1955)
- Tales of the Texas Rangers (10 episódios, 1955–1957)
- Casey Jones (4 episódios, 1957–1958)
- Highway Patrol (10 episódios, 1955–1959)
- Mackenzie's Raiders (9 episódios, 1958–1959)
- Tombstone Territory (2 episódios, 1959–1960)
- The Alaskans (1 episódio, 1960)
- Sugarfoot (2 episódios, 1961)
- Bat Masterson (4 episodes, 1959–1961)
- Terrified (1963)